# Vasilij Petrovič Antonov
‎
Vasilij Petrovič Antonov, sovjetski (ruski) častnik in heroj Sovjetske zveze, * 8. marec 1917, Saratov, † 9. december 1988, Ivanov.

## Življenjepis
Po smrti staršev leta 1927 je bil poslan v sirotišnico. Med letoma 1933 in 1937 je delal na državni kmetiji, sprva kot pastir, potem pa kot kovač.
Leta 1938 je bil vpoklican v Rdečo armado in naslednje leto sodeloval v zimski vojni.
Med drugo svetovno vojno je sprva sodeloval v bojih na Daljnem vzhodu, nato pa je bil prestavljen v 271. strelski polk 181. strelske divizije. Zaradi izkazanega poguma med bitko pri Kursku je prejel naziv heroja Sovjetske zveze. Leta 1944 je bil povišan v podporočnika in postal poveljnik mitralješkega voda.
Po vojni je bil razporejen v rezervno sestavo, nakar se je zaposlil kot poklicni voznik.

## Odlikovanja
- heroj Sovjetske zveze: 16. oktober 1943 (№ 1823)
- red Lenina: 16. oktober 1943